# Eulophe koklass
Pucrasia macrolopha
Genre
Espèce
Statut de conservation UICN

 LC  : Préoccupation mineure
Statut CITES
L’Eulophe koklass (Pucrasia macrolopha) est une espèce d’oiseaux de la famille des Phasianidae, la seule du genre Pucrasia.

## Nomenclature
Les termes koklass et pucrasia sont tous deux d'origine onomatopée.

## Répartition
Son aire s'étend de l'Himalaya à travers la Chine.

## Sous-espèces
Cet oiseau est représenté par neuf sous-espèces :
- P. m. macrolopha (Lesson, 1829), sous-espèce type, le koklass Indien ou eulophe macrolophe ;
- P. m. biddulphi Marshall 1879, le koklass du Cachemire ;
- P. m. castanea Gould, 1855, le koklass du Kafiristan ;
- P. m. darwini Swinhoe, 1872, le koklass de Darwin ;
- P. m. joretiana Heude, 1883, le koklass de Joret ;
- P. m. meyeri Madarasz, 1886, le koklass de Meyer ;
- P. m. nipalensis Gould, 1855, Nepal Koklass chez les anglophones ;
- P. m. ruficollis David & Oustalet, 1877, le koklass à cou orange ;
- P. m. xanthospila G.R. Gray, 1864, le koklass à cou jaune.

## Habitat
L’espèce est inféodée aux forêts de cèdres Cedrus deodara, d’épicéas Picea morinda, de pins Pinus excelsa parsemées de peuplements de chênes Quercus semicarpifolia avec un sous-bois arbustif des genres Berberis, Cotoneaster, Deutzia, Lonicera, Rubus, Spirea, Viburnum.

## Alimentation
Son régime alimentaire est fortement dominé par la nourriture végétale (graines et pousses herbacées, glands, baies, bourgeons, feuilles, herbes, fougères, mousses, aiguilles de résineux, racines et tubercules) avec un complément d’insectes.

## Comportement non social
C’est un faisan difficile à repérer dans la nature et les recherches visuelles en forêt sont inutiles car il reste caché, s’envolant en cas de danger pressant dans une cascade de cris.
Il juche dans les arbres (souvent dans des pins) de 6 à 9 m de hauteur.

## Comportement social
Vocal et territorial, le mâle émet ses cris sonores de décembre à mai avec un pic en janvier. Cette espèce a été considérée comme monogame depuis les observations des premiers auteurs mais Hennache in Hennache & Ottaviani (2005) s’appuyant sur des constatations en captivité conclut que ce régime de monogamie n’est peut-être pas aussi strict que prévu.

## Parade nuptiale
En parade nuptiale, le mâle gonfle les plumes blanches des côtés du cou et dresse verticalement les touffes des plumes auriculaires noires. Puis, il abaisse fortement l’aile du côté de la femelle puis tourne autour d’elle.

## Nidification
Le site typique est le flanc d’une colline couverte de conifères où la femelle installe son nid dans les herbes, souvent au pied d’un épais buisson persistant, d’un fourré de fougères, d’un framboisier et autres épinaies. La ponte régulière est de 5 à 7 œufs dans une fourchette de 4 à 9.

## Statut, conservation
Fuller & Garson (2000) ne considèrent pas cette espèce comme menacée mais mentionnent néanmoins la fragmentation de l’habitat comme menace pour quelques populations.